# Арташское сельское поселение
Арташское се́льское поселе́ние — муниципальное образование в Сабинском районе Татарстана Российской Федерации.
Административный центр — деревня Два Поля Арташ.

## История
Статус и границы сельского поселения установлены Законом Республики Татарстан от 31 января 2005 года № 39-ЗРТ «Об установлении границ территорий и статусе муниципального образования "Сабинский муниципальный район" и муниципальных образований в его составе».

## Население
| 2010 | 2011 | 2012 | 2013 | 2014 | 2015 | 2016 |
| ---- | ---- | ---- | ---- | ---- | ---- | ---- |
| 735  | ↘733 | ↘726 | ↘715 | ↘710 | ↘708 | ↘706 |
| 2017 | 2018 |      |      |      |      |      |
| ↘697 | ↘695 |      |      |      |      |      |

## Состав сельского поселения
| № | Населённый пункт | Тип населённого пункта          | Население |
| - | ---------------- | ------------------------------- | --------- |
| 1 | Большой Арташ    | село                            |           |
| 2 | Два Поля Арташ   | деревня, административный центр |           |
| 3 | Язлы-Арташ       | деревня                         |           |